# Masia les Tres Torres
Les Tres Torres és un mas avui dia engolit per la ciutat de Granollers (Vallès Oriental) protegit com a bé cultural d'interès local. Està situat al Pla de Palou (Granollers), en zona de caràcter rural. Està en un entorn immediat de terres de conreu, encara que el sector està classificat com a zona industrial.
Masia aïllada, està orientada a migdia i composta de dos cossos de planta rectangular que estan alineats a la façana principal. La coberta del cos principal és a dues vessants; l'altra només en té una. Està configurada per una planta baixa, pis i golfes. La façana del cos principal és simètrica amb portal i finestres de carreus de pedra amb arc pla. Llevat de les finestres de les golfes, tota la resta d'obertures estan tancades. Els materials són de pedra i teula àrab. A un cadastre efectuat el 1715 s'hi cita el Mas de les Tres Torres juntament amb el Mas Espartes, Mas Sant Nicolau i Mas Corts.
L'any 1988 es va redactar un projecte bàsic i d'execució per a la seva remodelació. Actualment, la masia és un espai on hi té la seu Granollers Mercat, Entitat Pública Empresarial adscrita a l'Àrea de Serveis Centrals, Hisenda i Promoció Econòmica de l'Ajuntament de Granollers.
En aquest equipament es tracten els àmbits del foment de la capacitació professional per afavorir l'ocupació, la igualtat d'oportunitats i la integració social; teixit empresarial, promovent mesures de creació i consolidació d'empreses, amb especial atenció a emprenedors i petites i mitjanes empreses, així com a les societats cooperatives, societats laborals i les empreses associatives; i promoció de la ciutat.